# Santuario Arquidiocesano de Nuestra Señora de Guía
El Santuario Arquidiocesano de Nuestra Señora de Guía es un santuario católico que se basa en una imagen del siglo XVI de la Santísima Virgen venerada por los católicos en Filipinas. Se presenta como la más antigua imagen mariana en Filipinas, se trata de estatua de madera que se cree fue originalmente presentada por Fernando de Magallanes (junto con el Santo Niño de Cebú). Localmente es venerada como patrona de los navegantes y viajeros, la estatua está consagrado en la Parroquia Arquidiocesana de Nuestra Señora de Guía en Ermita, Manila.